# Мартьяль, Йео
Йео Поль Мартьяль (фр. Yeo Martial; родился 2 января 1944, Абиджан, Кот-д’Ивуар) — ивуарийский футбольный тренер и спортивный функционер.

## Биография
В качестве тренера дважды возглавлял сборную Кот-д’Ивуара. Наиболее успешным для наставника получился 1992 году, когда Мартьяль впервые в истории привел "слонов" к победе в Кубке африканских наций в Сенегале. Позднее специалист возил национальную команду на Кубок короля Фахда. В Саудовской Аравии ивуарийцы заняли четвертое место. Позднее Мартьяль работал с местным клубом "Африка Спорт" и руководил сборной Нигера. В 2004 году он занимал должность технического директора в федерации футбола Кот-д’Ивуара.
В 2001 году функционер создал собственную футбольную академию в столице страны Абиджане, в которой Мартьяль занимает должность президента. Неформально она поддерживает партнерские отношения с итальянской "Пармой".

## Достижения
- Победитель Кубка африканских наций (1): 1992.